# Tellières-le-Plessis
Tellières-le-Plessis is een gemeente in het Franse departement Orne (regio Normandië) en telt 76 inwoners (2009). De plaats maakt deel uit van het arrondissement Alençon.

## Geografie
De oppervlakte van Tellières-le-Plessis bedraagt 5,3 km², de bevolkingsdichtheid is dus 14,3 inwoners per km².
De onderstaande kaart toont de ligging van Tellières-le-Plessis met de belangrijkste infrastructuur en aangrenzende gemeenten.

## Demografie
Onderstaande figuur toont het verloop van het inwonertal (bron: INSEE-tellingen).